# Cephalaria lycica
Cephalaria lycica är en tvåhjärtbladig växtart som beskrevs av Henry John Matthews. Cephalaria lycica ingår i släktet jätteväddar, och familjen Dipsacaceae. Inga underarter finns listade i Catalogue of Life.